# Hypsugo arabicus
Hypsugo arabicus é uma espécie de morcego da família Vespertilionidae. Pode ser encontrada no Irã e Omã.

## Taxonomia e etimologia
Foi descrito como uma nova espécie em 1979 por David L. Harrison. Seu nome de espécie "arabicus" é latim para "árabe".

## Descrição
É uma espécie pequena de morcego com um comprimento total de 66,7 mm (2,63 pol) e um comprimento do antebraço de 29 mm (1,1 pol). Harrison descreveu-o como "um dos menores morcegos árabes".

## Biologia e ecologia
É insetívora, consumindo Auchenorrhynchans, besouros e himenópteros.